# Carl Severin Christian Herman Løvenskiold
Carl Severin Christian Herman lensbaron Løvenskiold (3. marts 1783 på Vognserup – 2. november 1831 i København) var en dansk godsejer, far til Carl og Herman Løvenskiold.
Han var søn af lensbaron Michael Herman Løvenskiold og Frederikke Juliane Marie født komtesse Knuth. Han arvede Baroniet Løvenborg i 1807. Allerede 1790 blev han kornet à la suite ved Sjællandske Rytterregiment, 1800 kammerjunker og senere samme år karakteriseret sekondløjtnant. 1802 var han udenlands, blev 1804 sat à la suite ved Husarregimentet, 1806 i nummer, fik 1807 afsked, blev 1812 kammerherre og 1816 hofjægermester.
24. august 1804 ægtede han i København Frederikke Elisabeth Conradine Kaas (2. juli 1787 i Christiania – 31. august 1874 i København), datter af gehejmestatsminister Frederik Julius Kaas og Susanne Jakobe Fabritius de Tengnagel.
Han er begravet på Nørre Jernløse Kirkegård. Der findes et portræt, som er udgivet som litografi af Asmus Kaufmann.